# Józef Mehoffer
Józef Mehoffer (n. 19 martie 1869, Ropczyce, voievodatul Subcarpatia, Polonia – d. 7 iulie 1946, Cracovia, Polonia) a fost un pictor, grafician și creator de vitralii, austriac de origine poloneză. El a fost unul dintre cei mai de seamă membri ai mișcării Tânăra Polonie și membru fondator al Societății artiștilor polonezi „Sztuka”. Dincolo de versatilitatea sa în Art Studio, Mehoffer a devenit cunoscut pentru frescele sale care de multe ori amintesc de arta medievală. El a colaborat adeseori cu Stanisław Wyspiański și Jan Matejko.

## Biografie

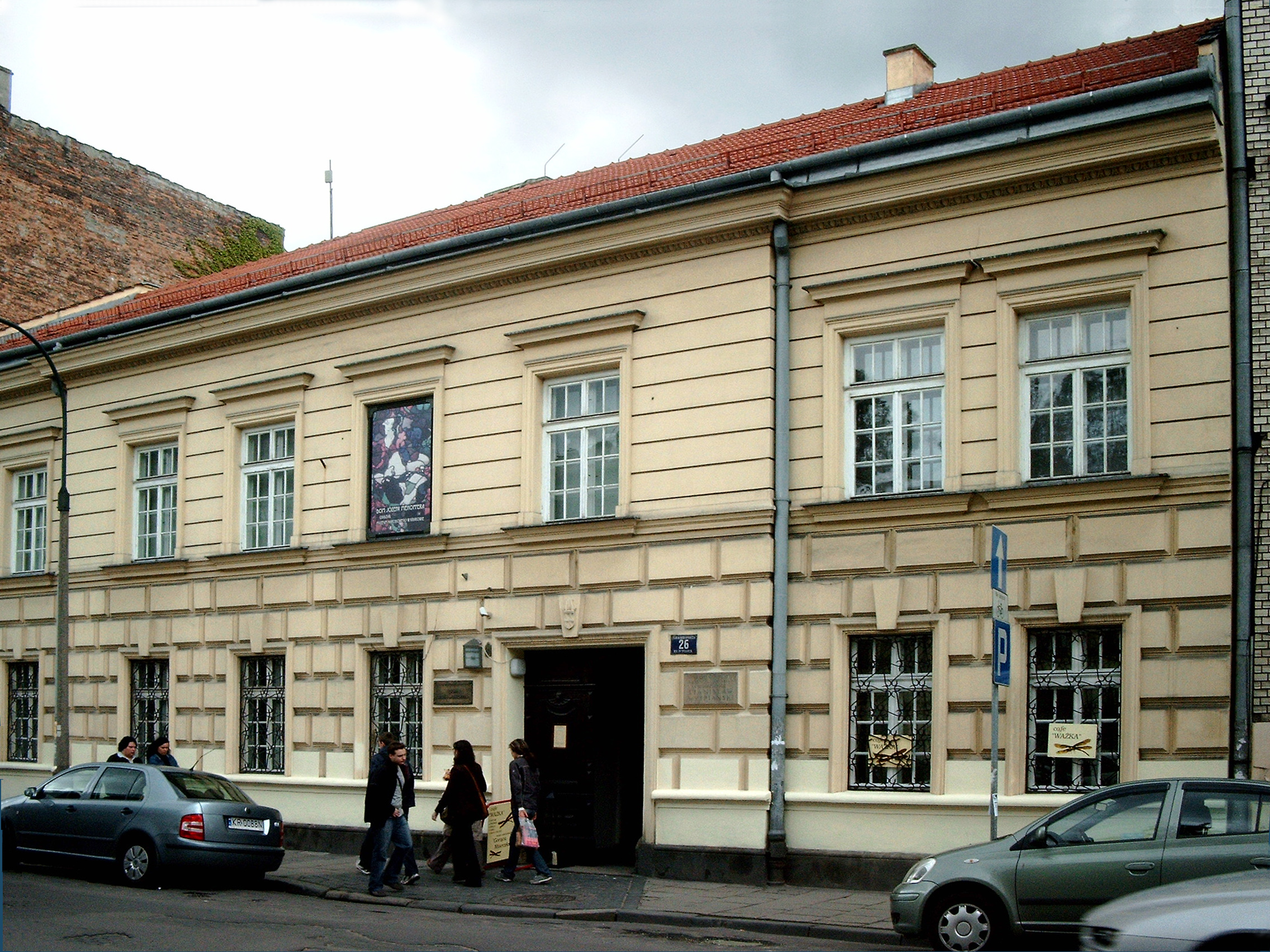
Muzeul Mehoffer din Cracovia

Józef Mehoffer s-a născut într-o familie de austrieci de origine poloneză. Bunicul lui a fost jurnalistul Joseph Edler von Mehoffer născut la Brno în anul 1786 și a fost fiul lui Ignaz Edler von Mehoffera (1747 - 1807) și a Mariei Rosalie Hauer, stabiliți în Galicia în jurul anului 1808. Tatăl său William a fost consilier al Curții Naționale, după obținerea autonomiei în cadrul Imperiului Austro-Ungar 1867. A avut trei frați, pe Eugen Alfred, Victor și William cel mic. Tatăl său a murit în anul 1873, când Józef avea numai patru ani.
Mehoffer studiat la Academia de Arte Frumoase din Cracovia sub directa îndrumare a lui Władysław Łuszczkiewicz. Din 1905, Mehoffer devine profesor universitar la academia din Cracovia și mai târziu și rector. De asemenea va îndeplini funcția de profesor la universitățile din Viena și la Paris (Academia Colarossi și École des Beaux-Arts ). În anul 1935 a fost distins cu Medalia de Aur a Academiei Poloneze de Literatură, iar în 1937 a fost decorat cu Crucea Comandorului a Ordinului Polonia Restituta pentru contribuția remarcabilă pe care a avut-o în domeniul artei poloneze și a  propagandei ei în străinătate.
Mehoffer a fost căsătorit cu Hedwig Janakowską cu care a avut un fiu, Zbigniew (1900-1985). Casa lui Józef Mehoffer din Cracovia de pe strada Krupnicza nr. 26 a devenit muzeul artistului.

## Opera

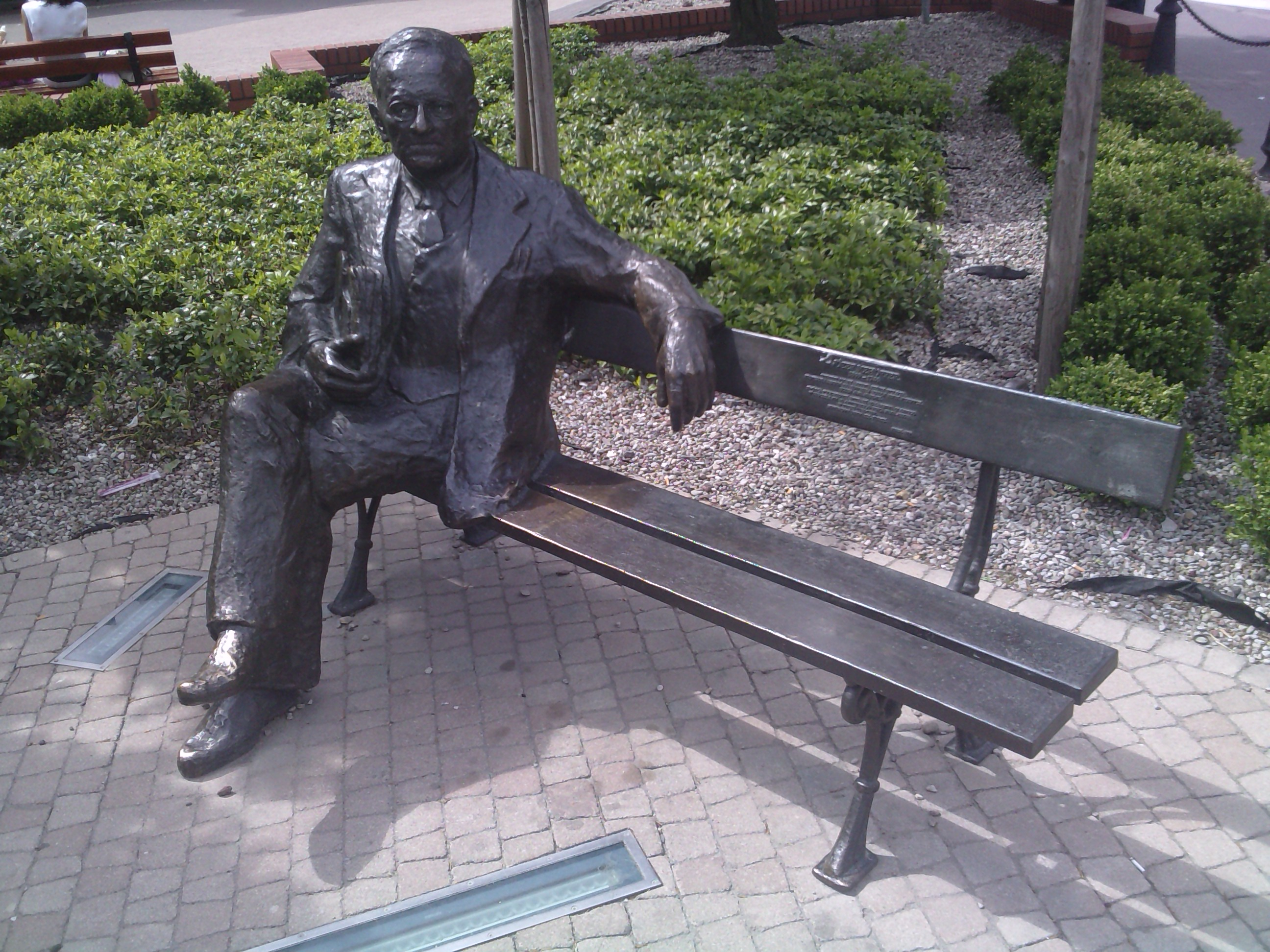
Mehoffer pe bancă în Turku

Józef Mehoffer a folosit diverse tehnici în operele sale, cum sunt: grafica, gravura, autolitografia, pictura de șevalet și portrete realizate în creion. Considerat un mare maestru al ornamentației de tip Art Nouveau, Józef Mehoffer a ilustrat o mulțime de cărți. A creat de asemenea, portrete și nouă cicluri tematice de dans.
Mehoffer a fost unul dintre membrii fondatori ai Societății artiștilor polonezi „Sztuka”. A avut la universitățile unde a predat, o mulțime de elevi iluștrii, cum sunt: Pochwalski Kasper, Erwin Czerwenka, Zdzislaw Eichler și Henry Policht.

## Realizări majore
- A cooperat împreună cu Stanisław Wyspiański la punerea în aplicare a policromiei lui Jan Matejko din Biserica Sf. Maria din Cracovia
- Policromie trezorerie Wawel (cu Ioan Talaga)
- Plafon policrom Catedrala Armeană din Lviv
- Proiectul policromie finalizată la Catedrala latină din Lviv
- Construcții de metal policrome și vitralii în Biserica Sfintei Inimi a lui Isus din Turku
- Proiecte de vitralii la biserica Fecioarei Maria din Zyrardow
- Multe vitralii de bisericii, inclusiv în Catedrala Wawel. Câștigătorul concursului pentru proiectarea de vitralii în Catedrala Sf.. Nicholas din Fribourg (Elveția)
- Proiect de vitralii în clădirea Băncii de Economii Municipale din Cracovia
- Numeroase picturi, printre care:
  - Place Pigalle din Paris, în 1894, la Muzeul Național din Poznan
  - Wisla sub Niepołomice, 1894, Societatea Prietenilor Artelor Frumoase din Cracovia
  - Autoportret, 1897, Muzeul National din Cracovia
  - Piața din Cracovia, în 1903, la Muzeul Național din Cracovia
  - Grădină ciudată, 1903, Muzeul Național din Varșovia;
  - Portretul soției artistului, 1904, Muzeul National din Cracovia
  - Medusa, 1904, Muzeul de Istorie din Cracovia
  - Portretul soției artistului cu Pegasus, 1913, Muzeul de Arta din Lodz
  - Umbrela roșie, 1917, Muzeul Național din Cracovia[14]

## Galerie imagini

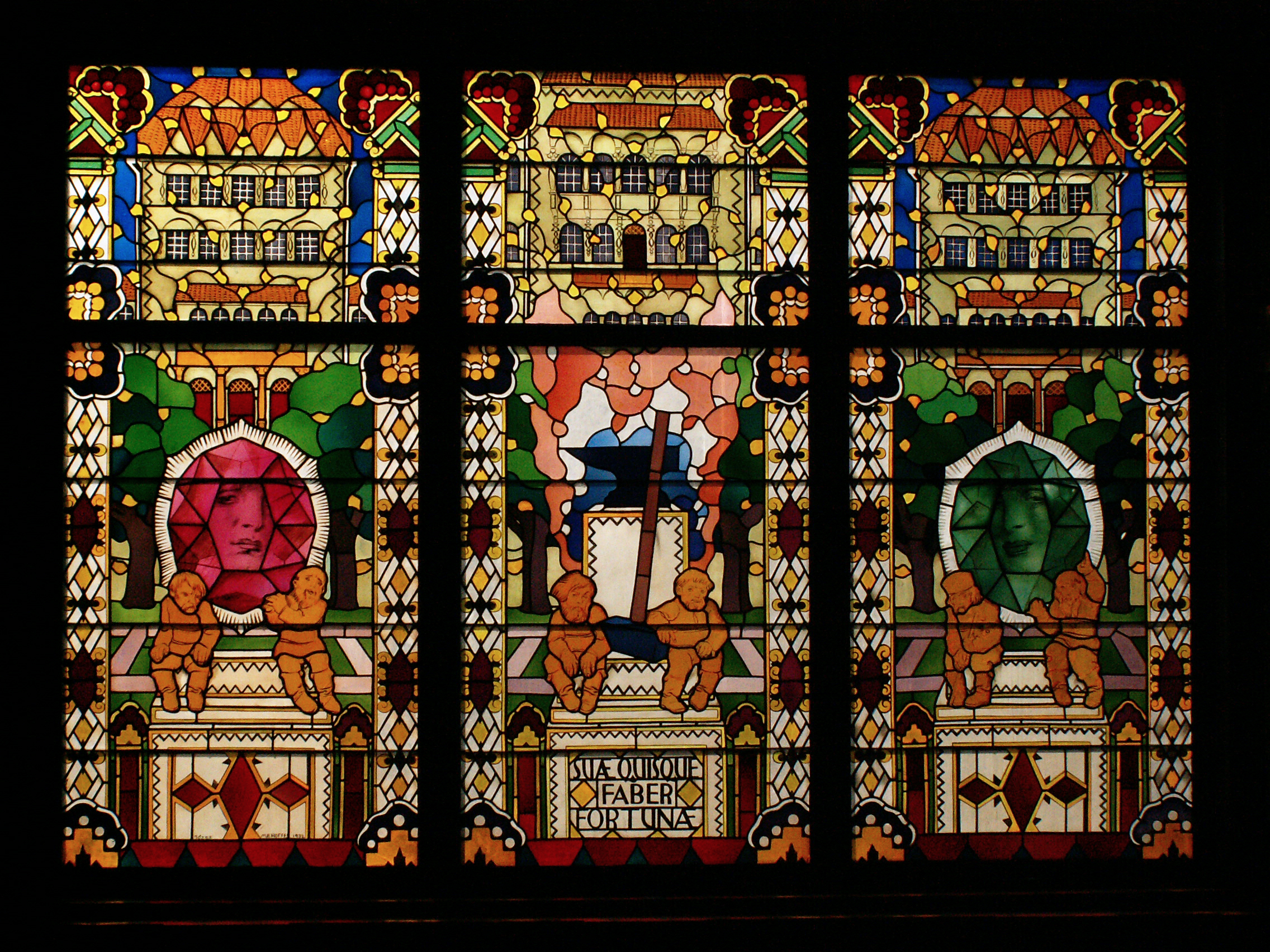
„Alegoria prosperității”, 1933
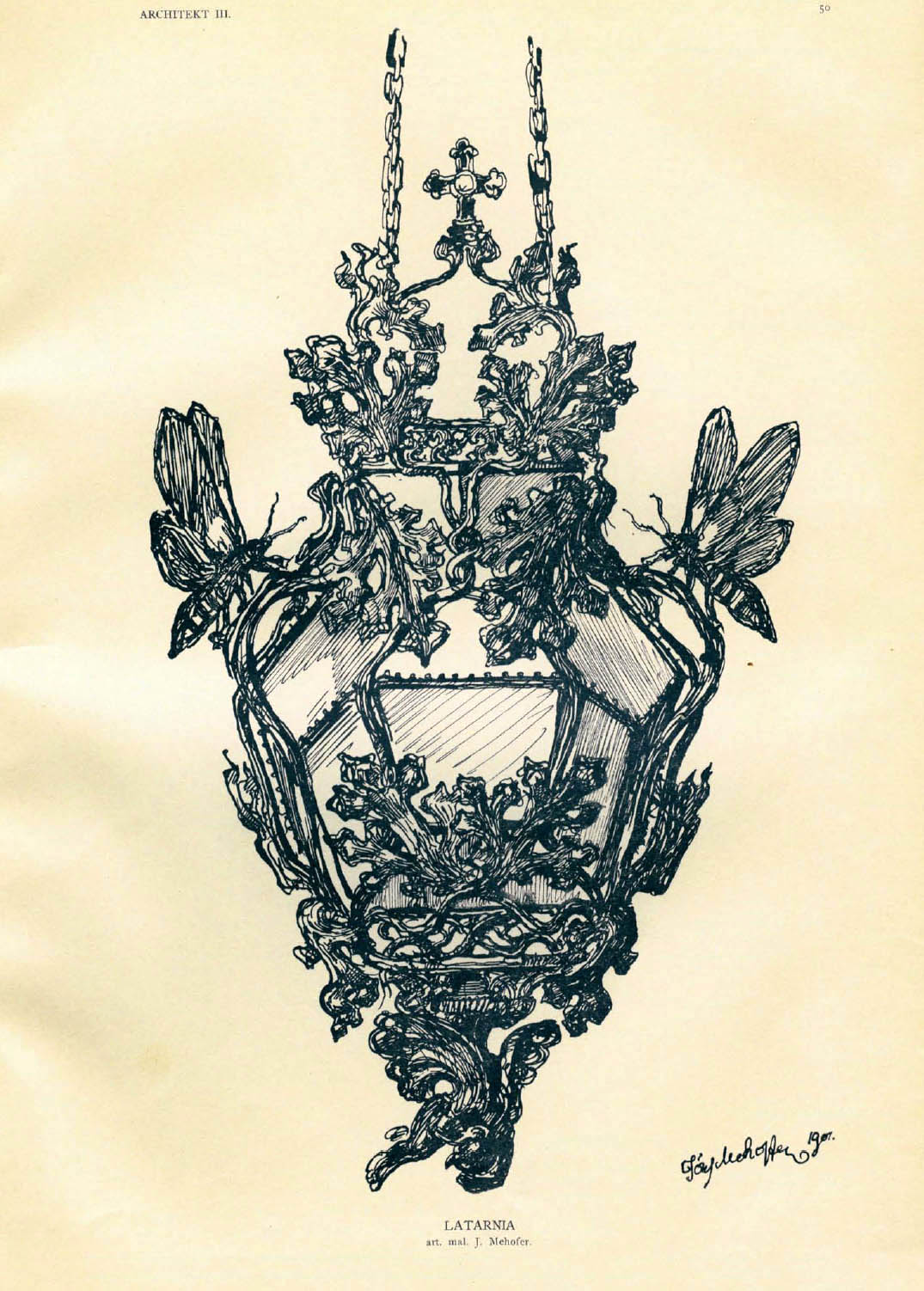
„Iluminator”, 1902
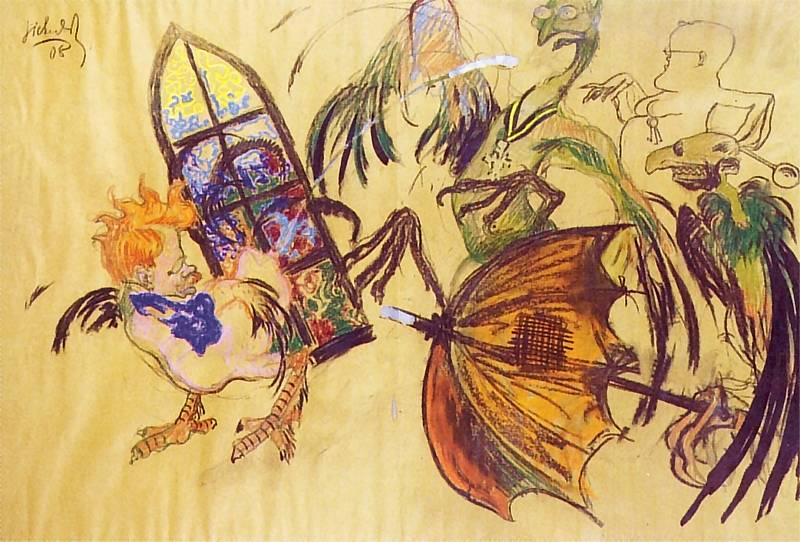
„Duelul dintre Józef Mehoffer și Leon Wyczółkowski”, 1908